# Ciclohexè
El ciclohexè és un hidrocarbur amb la fórmula C₆H10. Aquest cicloalquè és un líquid incolor amb olor forta. És un intermedi de diversos processos industrials no és gaire estable a l'emmagatzematge perllongat, ja que exposat a la llum forma peròxids orgànics.
Es produeix per la hidrogenació parcial del benzè. Es converteix en ciclohexanol, el qual es dehidrogena per donar ciclohexanona, un precursor del caprolactam. El ciclohexà també és un precursor de l'àcid adípic, àcid maleic, dicilohexiladipat, i ciclohexeneòxid. A més s'usa com un solvent.